# Liste der Biografien/Bal
Liste der Biografien |
Portal Biografien |
Personensuche
# |
A |
B |
C |
D |
E |
F |
G |
H |
I |
J |
K |
L |
M |
N |
O |
P |
Q |
R |
S |
T |
U |
V |
W |
X |
Y |
Z |
?
 
Ba |
Be |
Bd |
Bg |
Bh |
Bi |
Bj |
Bl |
Bm |
Bn |
Bo |
Br |
Bs |
Bu |
Bw |
By |
Bz
 
Baa |
Bab |
Bac |
Bad |
Bae |
Baf |
Bag |
Bah |
Bai |
Baj |
Bak |
Bal |
Bam |
Ban |
Bao |
Bap |
Baq |
Bar |
Bas |
Bat |
Bau |
Bav |
Baw |
Bax–Baz
 
Bala |
Balb |
Balc |
Bald |
Bale |
Balf |
Balg |
Balh |
Bali |
Balj |
Balk |
Ball |
Balm |
Baln |
Balo |
Balp |
Balq |
Bals |
Balt |
Balu |
Balv |
Balw |
Baly |
Balz
Die Liste der Biografien führt alle Personen auf, die in der deutschsprachigen Wikipedia einen Artikel haben. Dieses ist eine Teilliste mit 12 Einträgen von Personen, deren Namen mit den Buchstaben „Bal“ beginnt.

## Bal
- Bal, Andrij (1958–2014), sowjetisch-ukrainischer Fußballspieler und -trainer
- Bal, Anton (* 1963), papua-neuguineischer Geistlicher und römisch-katholischer Erzbischof von Madang
- Bal, Cees (* 1951), niederländischer Radsportler
- Bal, Eva (1938–2021), niederländische Regisseurin
- Bal, Faruk (* 1950), türkischer Politiker
- Bal, Jag, kanadischer American-Football-Spieler und -Trainer
- Bal, Jeanne (1928–1996), US-amerikanische Film- und Theaterschauspielerin
- Bal, Jesse (* 2006), niederländischer Fußballspieler
- Bal, Mieke (* 1946), niederländische Literaturwissenschaftlerin und KunsthistorikerinMieke Bal (* 1946)

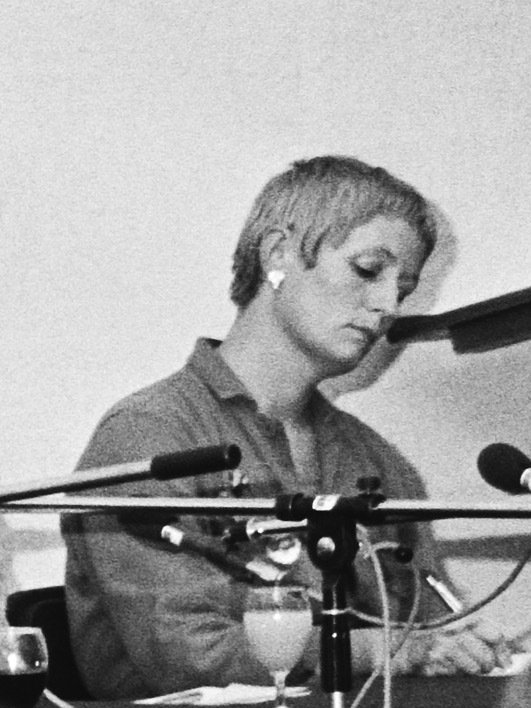
Mieke Bal (* 1946)

- Bal, Nicolas (* 1978), französischer Nordischer Kombinierer
- Bal, Randall (* 1980), US-amerikanischer Schwimmer
- Bal, Willy (1916–2013), belgischer Romanist, Dialektologe und Kreolist